# Sternothyrus braueri
Genre
Espèce
Synonymes
- Holothyrus braueri Thon, 1905

Statut de conservation UICN

 EN B1ab(iii)+2ab(iii) : En danger
Sternothyrus braueri est une espèce d'holothyrides de la famille des Holothyridae, la seule du genre Sternothyrus.

## Distribution
Cette espèce est endémique des Seychelles.

## Publication originale
- Thon, 1905 : O Zlazách Holothyridu. Über die Drüsen der Holothyriden. Sitzungsberichte der koniglichen bohmischen Gesellschaft der Wissenschaften in Prag, vol. 1905 n. 10, p. 1-41.
- Lehtinen, 1995 : Revision of the Old World Holothyridae (Arachnida: Anactinotrichida: Holothyrina). Invertebrate Taxonomy, vol. 9, n. 4, p. 767-826.